# Agathobacter
Agathobacter es un género de bacterias grampositivas de la familia Lachnospiraceae. Fue descrito en el año 2016. Su etimología hace referencia a bacteria beneficiosa. Es anaerobio estricto, móvil por flagelo subpolar. El diámetro del flagelo suele ser menor que en otras bacterias, más parecido al de los Archaea. Produce butirato, acetato, hidrógeno y lactato. Se ha aislado tanto del intestino humano como del rumen de animales. 
Actualmente el género contiene dos especies: Agathobacter rectalis y Agathobacter ruminis. 